# Mary Anne Schimmelpenninck
Mary Anne Schimmelpenninck (née Galton, 25 novembre 1778 - 29 août 1856) est une écrivaine britannique. 
Intéressée par les travaux émanant de Port-Royal des Champs, elle traduit et publie des ouvrages théologiques. Elle est également active au sein du mouvement pour l'abolition de l'esclavage.

## Biographie

### Jeunesse
Née à Birmingham, elle est l'aînée de Samuel "John" Galton et de son épouse, Lucy Barclay. Les deux parents sont membres des quakers, et élevent strictement leurs enfants. En 1785, la famille déménage à Barr, dans le Staffordshire. Parmi leurs visiteurs fréquents figuraient James Watt, Richard Lovell Edgeworth, Thomas Day, Joseph Priestley, Samuel Parr et Erasmus Darwin, dont la fille Violetta épousa le frère aîné de Mary Anne, Samuel Tertius Galton.
Quand elle a environ dix-huit ans, Mary Anne rend visite à ses cousins, la famille Gurney d'Earlham Hall. Là, elle se lit d'amitié avec Catherine Gurney, la fille aînée, dont elle restera proche toute sa vie. Elle est aussi invitée chez Anna Barbauld. Elle passe l'hiver de 1799 à Londres. Mary Martha Butt la rencontre à Bath vers 1801 et la décrit comme simple, agréable et détachée.
Le 29 septembre 1806, Mary Anne Galton épouse Lambert Schimmelpenninck de Berkeley Square, membre d'une branche d'une famille noble hollandaise travaillant dans le commerce maritime à Bristol. Le couple nouvellement marié s'installe dans la ville. Elle participe à des œuvres caritatives et éducatives locales, en organisant des cours pour les jeunes dans sa propre maison. Vers 1811, son mari connaît des problèmes d'argent. Dans le même temps, un différend concernant ses possessions l'amène à rompre tout contact avec le reste de sa famille.

### Carrière d'écrivaine
Mary Anne Schimmelpenninck s'intéresse alors à la littérature, dans l'objectif d'en tirer un peu d'argent. Hannah More lui a, vers cette époque, envoyé quelques-uns des écrits des Port-Royalistes. En 1813, elle publie une compilation basée sur l'un de ces volumes, Narrative of a Tour to La Grande Chartreuse and Alet, by Dom. Claude Lancelot. Une deuxième édition est lancée, puis d'autres. Elle poursuit ses investigations sur l'œuvre des Port-Royalistes, et en 1815, lors d'une tournée sur le continent, elle visite Port Royal. En 1816 paraît, en 3 volumes, Narrative of the Demolition of the Monastery of Port Royal des Champs. Cet ouvrage et son prédécesseur ont été réédités, avec des ajouts, en 1829, sous le titre Select Memoirs of Port Royal. Une cinquième édition paraît en 1858.
Parmi ses livres sur d'autres sujets, on peut citer Theory on the Classification of Beauty and Deformity, paru en 1815. Elle a également étudié l'hébreu avec l'épouse de Richard Smith, « sa plus que sœur pendant quarante-trois ans », et en publia le résultat dans Biblical Fragments, paru entre 1821 et 1822, en 2 volumes.
En 1829, elle rejoint la Clifton Female Anti-Slavery Society, et milite activement pour l'abolition de l'esclavage. Elle est particulièrement favorable au boycott du sucre.

### Maladie et décès
En 1837, Mary Anne Schimmelpenninck est atteinte de paralysie, et s'installe à Clifton. Sa santé s'améliore alors lentement. Après la mort de son mari, en juin 1840, elle mène une vie retirée. Elle meurt à Bristol le 29 août 1856, et est enterrée dans le cimetière de la chapelle morave de cette même ville.

### Croyances
Mary Anne Schimmelpenninck a eu au fil de sa vie diverses phases de croyance religieuse. Enfant, lorsqu'elle assistait aux réunions des quakers avec ses parents, elle est en proie à des questionnements. Elle confie à Caroline Fox qu'elle a « souffert d'une éducation théologique sans discernement ». En 1818, elle rejoint l'Église des Frères moraves ; et bien que vers la fin de sa vie, elle ait été attirée par l'Église catholique romaine, elle est restée de confession morave jusqu'à sa mort.